# Großer Preis von Italien 1960
Der Große Preis von Italien 1960 (offiziell XXXII Gran Premio d’Italia) fand am 4. September auf dem Autodromo Nazionale di Monza in Monza statt und war das neunte Rennen der Automobil-Weltmeisterschaft 1960. Der Grand Prix hatte auch den FIA-Ehrentitel Großer Preis von Europa.

## Bericht

### Hintergrund

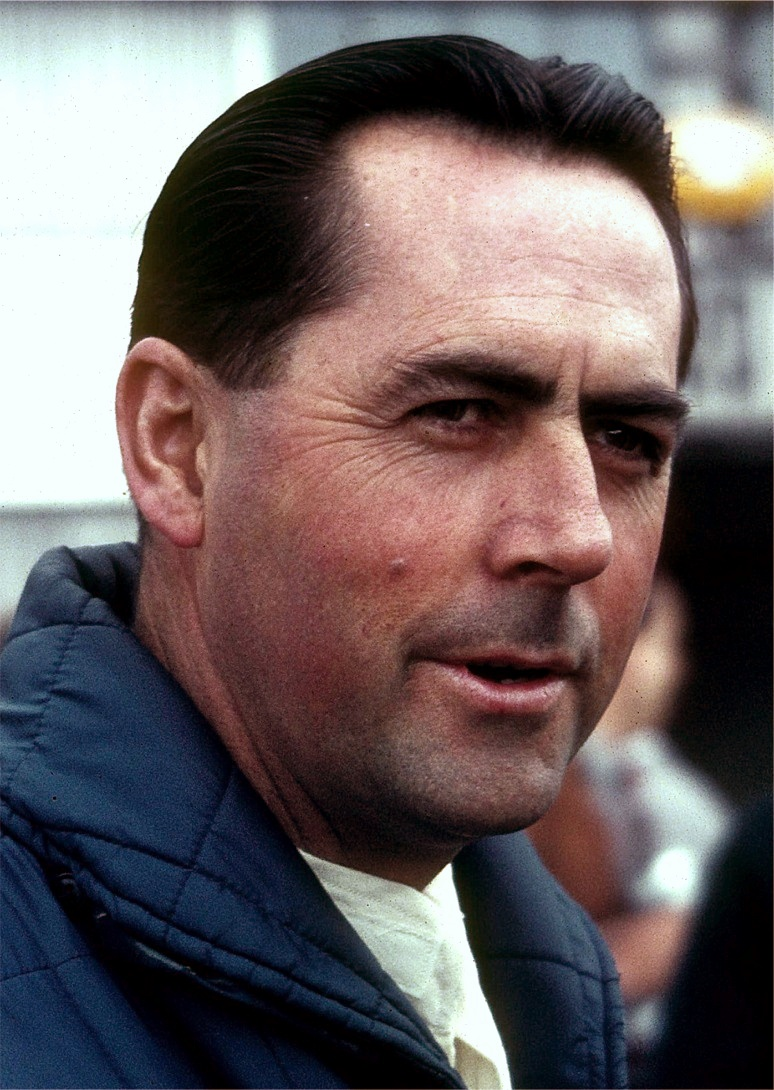
Jack Brabham – Weltmeister 1960 (Bild von 1966)

Nachdem Jack Brabham die letzten fünf Rennen gewonnen hatte und Cooper bereits mit der durch die Streichresultateregelung maximalen möglichen Anzahl Punkten Konstrukteursweltmeister war, hatte sich das Heckmotorprinzip bereits vollständig in der Automobilweltmeisterschaft durchgesetzt. Ferrari hatte noch kein einziges Saisonrennen gewonnen, da der Ferrari Dino 246F1 als Frontmotorwagen nur auf Hochgeschwindigkeitskursen noch Siegchancen hatte. Um Ferrari im Heimatland zu unterstützen, änderten die Veranstalter des Großen Preises von Italien kurz vor dem Rennwochenende die Strecke. Statt der normalen Grand-Prix-Strecke wurde diese in Verbindung mit den Steilkurven gefahren, um noch mehr Höchstgeschwindigkeit zu ermöglichen. Die Steilkurven waren zuvor seit dem Großen Preis von Italien 1956 nicht mehr Teil der Strecke. Für die kleineren britischen Wagen bedeutete diese Änderung ein hohes Sicherheitsrisiko, da die Aufhängungen und Konstruktion der Fahrzeuge nicht für diese Belastung ausgelegt war. Sowohl Cooper als auch Lotus und B.R.M. boykottierten aus diesem Grund das Rennen und meldeten keine Fahrzeuge. Auch Ferrari stand kurz vor einer Rennabsage, als Teamchef Enzo Ferrari der Zutritt zur Boxengasse verwehrt wurde. Kurz vor der Abreise des Teams klärte sich die Situation jedoch und Enzo Ferrari durfte die Boxengasse betreten, sein Team nahm am Rennen teil.
Durch den Boykott verblieben nur wenige Fahrzeuge, die fürs Rennen gemeldet waren. Die Organisatoren erlaubten deshalb diversen Formel-2-Teams die Teilnahme. Bei Ferrari fuhren neben den beiden Stammfahrern Phil Hill und Wolfgang Graf Berghe von Trips noch Willy Mairesse und Richie Ginther für das Team, die bereits zuvor Rennen für die Scuderia Ferrari gefahren waren. Porsche meldete zwei Porsche 718 für den Grand Prix für die beiden deutschen Fahrer Edgar Barth und Hans Herrmann. Für beide war es das einzige Saisonrennen, Herrmann fuhr das erste Mal einen Porsche in der Automobilweltmeisterschaft. Brian Naylor startete erneut im von ihm konstruierten JBW, Fred Gamble fuhr einen Behra-Porsche. Dies war zugleich der letzte Einsatz des Wagens in einem Grand Prix. Viele andere Teams meldeten private Wagen. Horace Gould fuhr in seinem letzten Rennen einen veralteten Maserati 250F. Die Scuderia Eugenio Castellotti verwendete drei Cooper T51 für Gino Munaron, Giorgio Scarlatti und Giulio Cabianca. Sowohl für das Team als auch für Munaron und Cabianca war es das letzte Rennen, Cabianca starb im folgenden Jahr bei Testfahrten für das Team, drei weitere Menschen wurden bei diesem Unfall getötet. Für Scarlatti war es das letzte Rennen auf Cooper, er wechselte in der folgenden Saison zu De Tomaso. Außerdem setzte die Scuderia Centro Sud einen Cooper T51 ein, alle anderen Teams verwendeten ältere Cooper-Modelle. Fahrer war Alfonso Thiele, der sein Debütrennen fuhr. Die Fahrer Fred Gamble, Arthur Owen, Piero Drogo bestritten den einzigen Grand Prix ihrer Karrieren. Vic Wilson debütierte, war allerdings erst 1966 wieder für ein Rennen gemeldet.
Durch den Boykott hatte Bruce McLaren, Teamkollege von Brabham, keine Möglichkeit Punkte zu erzielen. Brabham gewann vorzeitig den Titel und verteidigte ihn als dritter Fahrer nach Alberto Ascari und Juan Manuel Fangio. Dies war der letzte Titel, den ein Fahrer auf Cooper gewann. 1966 wurde Brabham erneut Weltmeister. Für McLaren stand mit dem Boykott in Monza der zweite Platz der Fahrerwertung 1960 fest, lediglich das Duell um Rang drei war noch zwischen mehreren Fahrern offen.
Kein ehemaliger Sieger nahm am Großen Preis von Italien teil, bei den Konstrukteuren waren zuvor Ferrari und Maserati zweimal siegreich, Cooper einmal.

### Training
Das Training dominierte mangels Konkurrenz Ferrari. Drei Fahrer des Teams erreichten die ersten drei Startplätze und hatten mehr als fünf Sekunden Vorsprung auf die Konkurrenz. Hill war der schnellste der drei Fahrer und erzielte die erste Pole-Position seiner Karriere. Zweiter der Startaufstellung wurde Ginther vor dem Teamkollegen Mairesse. Graf Berghe von Trips qualifizierte sich auf Rang sechs, allerdings fuhr er einen schwächer motorisierten Formel-2-Wagen von Ferrari. Cabianca und Scarlatti belegten für die Scuderia Eugenio Castellotti die Plätze vier und fünf, Naylor wurde Siebter. Zwei weitere Cooper von Munaron und Thiele sowie Herrmanns Porsche vervollständigten die ersten zehn.

### Rennen
Das Rennen fuhren die Ferrari-Fahrer ungefährdet an der Spitze und beherrschten die Konkurrenz. Ginther gewann das Startduell gegen Hill und ging damit das erste Mal in seiner Karriere in Führung. Hinter den beiden lag Mairesse. In der ersten Runde verunfallte Owen wegen eines Bremsdefektes. Gould, der einzige Fahrer mit Maserati im Feld, nahm wegen einer defekten Kraftstoffleitung nicht am Rennen teil.
Der Vorsprung auf die Konkurrenz wuchs in jeder Runde, sodass die Ferrari-Teamleitung entschied, auch den vierten Ferrari, den Formel-2-Wagen von Graf Berghe von Trips, zu unterstützen. Dazu ließ eine Teamorder Mairesse zurückfallen, damit er Graf Berghe von Trips genug Windschatten geben konnte, um Abstand zu den Porsche-Fahrern zu gewinnen. Nachdem dies gelungen war, fuhr Mairesse wieder schneller, überholte Cabianca und wurde erneut Dritter. In Runde 16 überholte Hill Ginther und übernahm die Führung, Ginther konterte jedoch eine Runde später. Erneut blieb Ginther mehrere Runden an der Spitze, bis ihn Hill in Runde 26 überholte und die Führung bis zum Rennende hielt. In dieser Rennphase schieden Wilson, Scarlatti und Munaron jeweils mit Motorschaden aus. Bei Thiele und Naylor waren defekte Getriebe der Grund für das vorzeitige Rennende.
Hill gewann das Rennen mit mehr als zwei Minuten Vorsprung auf Ginther und einer Runde Vorsprung auf Mairesse, die zusammen alle Podestplätze für Ferrari belegten. Für Hill war es der erste Sieg seiner Karriere, für Ferrari der einzige Saisonerfolg. Da Hill auch die schnellste Rennrunde fuhr, erzielte er ein Triple. Gleichzeitig war dies der letzte Sieg eines Wagens mit Frontmotor in der Automobilweltmeisterschaft. Ferrari setzte das letzte Rennen der Saison aus und trat 1961 ebenfalls mit einem Heckmotorwagen an. Ginther stand das erste Mal in seiner Formel-1-Karriere auf dem Podium, Mairesse das einzige Mal. Auch in der folgenden Saison gewann Hill den Großen Preis von Italien auf Ferrari. Platz vier erreichte Cabianca, die einzige Punkteplatzierung für ihn in der Automobilweltmeisterschaft. Graf Berghe von Trips kam vor beiden Fahrern des Porsche-Werksteams auf Rang fünf ins Ziel. Herrmann wurde Sechster vor seinem Teamkollegen Barth. Außerdem erreichten Drogo, Seidel und Gamble das Ziel. Herrmann war zuletzt beim Großen Preis von Argentinien 1955 in den Punkten; beim Großen Preis von Italien 1960 gelang es ihm das letzte Mal in seiner Karriere.
In der Fahrerwertung verbesserte sich Hill durch den Sieg auf Rang drei und hatte vor dem letzten Saisonrennen drei Punkte Vorsprung auf Innes Ireland und vier Punkte Vorsprung auf Stirling Moss. In der Konstrukteurswertung kam Ferrari bis auf zwei Punkte an Lotus heran. Hier stand Cooper als Konstrukteursweltmeister fest, B.R.M. als Viertplatzierter. Da Ferrari am Saisonfinale, dem Großen Preis der USA 1960 nicht teilnahm, waren auch die Ränge zwei und drei bereits entschieden.

## Meldeliste
| Team                         | Nr. | Fahrer                         | Chassis            | Motor              | Reifen |
| ---------------------------- | --- | ------------------------------ | ------------------ | ------------------ | ------ |
| Scuderia Eugenio Castellotti | 02  | Giulio Cabianca                | Cooper T51         | Castellotti 2.5 L4 | D      |
| Scuderia Eugenio Castellotti | 04  | Gino Munaron                   | Cooper T51         | Castellotti 2.5 L4 | D      |
| Scuderia Eugenio Castellotti | 36  | Giorgio Scarlatti              | Cooper T51         | Maserati 2.5 L4    | D      |
| JB Naylor                    | 06  | Brian Naylor                   | JBW Type 59        | Maserati 2.5 L4    | D      |
| Arthur Owen                  | 08  | Arthur Owen                    | Cooper T45         | Climax 2.2 L4      | D      |
| Wolfgang Seidel              | 10  | Wolfgang Seidel                | Cooper T45         | Climax 1.5 L4      | D      |
| Scuderia Colonia             | 12  | Piero Drogo                    | Cooper T43         | Climax 1.5 L4      | D      |
| HH Gould                     | 14  | Horace Gould                   | Maserati 250F      | Maserati 2.5 L6    | D      |
| Ferrari                      | 16  | Willy Mairesse                 | Ferrari Dino 246F1 | Ferrari 2.4 V6     | D      |
| Ferrari                      | 18  | Richie Ginther                 | Ferrari Dino 246F1 | Ferrari 2.4 V6     | D      |
| Ferrari                      | 20  | Phil Hill                      | Ferrari Dino 246F1 | Ferrari 2.4 V6     | D      |
| Ferrari                      | 22  | Wolfgang Graf Berghe von Trips | Ferrari Dino 246P  | Ferrari 1.5 V6     | D      |
| Dr. Ing. F. Porsche KG       | 24  | Edgar Barth                    | Porsche 718        | Porsche 1.5 B4     | D      |
| Dr. Ing. F. Porsche KG       | 26  | Hans Herrmann                  | Porsche 718        | Porsche 1.5 B4     | D      |
| Camoradi International       | 28  | Fred Gamble                    | Behra-Porsche      | Porsche 1.5 B4     | D      |
| Equipe Prideaux/Dick Gibson  | 30  | Vic Wilson                     | Cooper T43         | Climax 1.5 L4      | D      |
| Scuderia Centro Sud          | 34  | Alfonso Thiele                 | Cooper T51         | Maserati 2.5 L4    | D      |

## Klassifikationen

### Qualifying
| Pos. | Fahrer                         | Konstrukteur       | Zeit       | Ø-Geschwindigkeit | Start |
| ---- | ------------------------------ | ------------------ | ---------- | ----------------- | ----- |
| 01   | Phil Hill                      | Ferrari            | 2:41,4     | 223,05 km/h       | 01    |
| 02   | Richie Ginther                 | Ferrari            | 2:43,3     | 220,45 km/h       | 02    |
| 03   | Willy Mairesse                 | Ferrari            | 2:43,9     | 219,65 km/h       | 03    |
| 04   | Giulio Cabianca                | Cooper-Castellotti | 2:49,3     | 212,64 km/h       | 04    |
| 05   | Giorgio Scarlatti              | Cooper-Maserati    | 2:49,7     | 212,14 km/h       | 05    |
| 06   | Wolfgang Graf Berghe von Trips | Ferrari            | 2:51,9     | 209,42 km/h       | 06    |
| 07   | Brian Naylor                   | JBW-Maserati       | 2:52,4     | 208,82 km/h       | 07    |
| 08   | Gino Munaron                   | Cooper-Castellotti | 2:53,1     | 207,97 km/h       | 08    |
| 09   | Alfonso Thiele                 | Cooper-Maserati    | 2:55,6     | 205,01 km/h       | 09    |
| 10   | Hans Herrmann                  | Porsche            | 2:58,3     | 201,91 km/h       | 10    |
| 11   | Arthur Owen                    | Cooper-Climax      | 3:01,5     | 198,35 km/h       | 11    |
| 12   | Edgar Barth                    | Porsche            | 3:02,1     | 197,69 km/h       | 12    |
| 13   | Wolfgang Seidel                | Cooper-Climax      | 3:07,0     | 192,51 km/h       | 13    |
| 14   | Fred Gamble                    | Behra-Porsche      | 3:10,6     | 188,88 km/h       | 14    |
| 15   | Piero Drogo                    | Cooper-Climax      | 3:11,9     | 187,60 km/h       | 15    |
| 16   | Vic Wilson                     | Cooper-Climax      | 3:16,5     | 183,21 km/h       | 16    |
| 17   | Horace Gould                   | Maserati           | keine Zeit | –                 | 17    |

### Rennen
| Pos. | Fahrer                         | Konstrukteur       | Runden | Stopps | Zeit       | Start | Schnellste Runde |
| ---- | ------------------------------ | ------------------ | ------ | ------ | ---------- | ----- | ---------------- |
| 01   | Phil Hill                      | Ferrari            | 50     |        | 2:21:09,2  | 01    | 2:43,6           |
| 02   | Richie Ginther                 | Ferrari            | 50     |        | + 2:27,6   | 02    | 2:43,7           |
| 03   | Willy Mairesse                 | Ferrari            | 49     |        | + 1 Runde  | 03    | 2:45,3           |
| 04   | Giulio Cabianca                | Cooper-Castellotti | 48     |        | + 2 Runden | 04    | 2:49,6           |
| 05   | Wolfgang Graf Berghe von Trips | Ferrari            | 48     |        | + 2 Runden | 06    | 2:51,7           |
| 06   | Hans Herrmann                  | Porsche            | 47     |        | + 3 Runden | 10    | 2:56,3           |
| 07   | Edgar Barth                    | Porsche            | 47     |        | + 3 Runden | 12    | 2:55,9           |
| 08   | Piero Drogo                    | Cooper-Climax      | 45     |        | + 5 Runden | 15    | 3:05,3           |
| 09   | Wolfgang Seidel                | Cooper-Climax      | 44     |        | + 6 Runden | 13    | 3:04,3           |
| 10   | Fred Gamble                    | Behra-Porsche      | 41     |        | + 9 Runden | 14    | 3:04,2           |
| –    | Brian Naylor                   | JBW-Maserati       | 41     |        | DNF        | 07    | 2:53,3           |
| –    | Alfonso Thiele                 | Cooper-Maserati    | 32     |        | DNF        | 09    | 2:52,9           |
| –    | Gino Munaron                   | Cooper-Castellotti | 26     |        | DNF        | 08    | 2:51,8           |
| –    | Giorgio Scarlatti              | Cooper-Maserati    | 26     |        | DNF        | 05    | 2:50,2           |
| –    | Vic Wilson                     | Cooper-Climax      | 23     |        | DNF        | 16    | 3:14,6           |
| –    | Arthur Owen                    | Cooper-Climax      | 0      | –      | DNF        | 11    | –                |
| DNS  | Horace Gould                   | Maserati           | –      | –      | –          | 17    | –                |

## WM-Stände nach dem Rennen
Die ersten sechs des Rennens bekamen 8, 6, 4, 3, 2, 1 Punkte. Es zählten nur die sechs besten Ergebnisse aus zehn Rennen. In der Konstrukteurswertung zählten nur die Punkte des bestplatzierten Fahrers eines Teams.

### Fahrerwertung
| Pos. | Fahrer                         | Konstrukteur         | Punkte |
| ---- | ------------------------------ | -------------------- | ------ |
| 01   | Jack Brabham                   | Cooper-Climax        | 40     |
| 02   | Bruce McLaren                  | Cooper-Climax        | 33     |
| 03   | Phil Hill                      | Ferrari              | 15     |
| 04   | Innes Ireland                  | Lotus-Climax         | 12     |
| 05   | Stirling Moss                  | Cooper-Climax        | 11     |
| 06   | Olivier Gendebien              | Cooper-Climax        | 10     |
| 07   | Wolfgang Graf Berghe von Trips | Ferrari              | 10     |
| 08   | Jim Rathmann                   | Watson-Offenhauser   | 8      |
| 09   | Richie Ginther                 | Ferrari              | 8      |
| 10   | Jim Clark                      | Lotus-Climax         | 8      |
| 11   | Tony Brooks                    | Cooper-Climax        | 7      |
| 12   | John Surtees                   | Lotus-Climax         | 6      |
| 13   | Cliff Allison                  | Ferrari              | 6      |
| 14   | Rodger Ward                    | Watson-Offenhauser   | 6      |
| 15   | Willy Mairesse                 | Ferrari              | 4      |
| 16   | Graham Hill                    | B.R.M.               | 4      |
| 17   | Paul Goldsmith                 | Epperly-Offenauser   | 4      |
| 18   | Giulio Cabianca                | Cooper-Castellotti   | 3      |
| 19   | Henry Taylor                   | Cooper-Climax        | 3      |
| 20   | Carlos Menditéguy              | Cooper-Maserati      | 3      |
| 21   | Don Branson                    | Phillips-Offenhauser | 3      |
| 22   | Jo Bonnier                     | B.R.M.               | 2      |
| 23   | Johnny Thomson                 | Lesovsky-Offenhauser | 2      |
| 24   | Eddie Johnson                  | Trevis-Offenhauser   | 1      |
| 25   | Lucien Bianchi                 | Cooper-Climax        | 1      |
| 26   | Ron Flockhart                  | Lotus-Climax         | 1      |
| 27   | Hans Herrmann                  | Porsche              | 1      |
| 28   | Edgar Barth                    | Porsche              | 0      |
| 29   | Carel Godin de Beaufort        | Cooper-Climax        | 0      |
| 30   | Piero Drogo                    | Cooper-Climax        | 0      |

| Pos. | Fahrer                    | Konstrukteur    | Punkte |
| ---- | ------------------------- | --------------- | ------ |
| 31   | Ian Burgess               | Cooper-Maserati | 0      |
| 32   | Wolfgang Seidel           | Cooper-Climax   | 0      |
| 33   | Dan Gurney                | B.R.M.          | 0      |
| 34   | Maurice Trintignant       | Cooper-Climax   | 0      |
| 35   | Fred Gamble               | Behra-Porsche   | 0      |
| 36   | Alberto Rodríguez Larreta | Lotus-Climax    | 0      |
| 37   | José Froilán González     | Ferrari         | 0      |
| 38   | David Piper               | Lotus-Climax    | 0      |
| 39   | Bruce Halford             | Cooper-Climax   | 0      |
| 40   | Brian Naylor              | JBW-Maserati    | 0      |
| 41   | Roberto Bonomi            | Cooper-Climax   | 0      |
| 42   | Masten Gregory            | Porsche         | 0      |
| 43   | Gino Munaron              | Maserati        | 0      |
| 44   | Nasif Estéfano            | Maserati        | 0      |
| –    | Alfonso Thiele            | Cooper-Maserati | 0      |
| –    | Mário de Araújo Cabral    | Cooper-Maserati | 0      |
| –    | Chuck Daigh               | Scarab          | 0      |
| –    | Roy Salvadori             | Cooper-Climax   | 0      |
| –    | Ettore Chimeri            | Maserati        | 0      |
| –    | Antonio Creus             | Maserati        | 0      |
| –    | Giorgio Scarlatti         | Maserati        | 0      |
| –    | Lance Reventlow           | Scarab          | 0      |
| –    | Jack Fairman              | Cooper-Climax   | 0      |
| –    | Vic Wilson                | Cooper-Climax   | 0      |
| –    | Arthur Owen               | Cooper-Climax   | 0      |
| –    | Keith Greene              | Cooper-Maserati | 0      |
| –    | Harry Schell †            | Cooper-Climax   | 0      |
| –    | Alan Stacey †             | Lotus-Climax    | 0      |
| –    | Chris Bristow †           | Cooper-Climax   | 0      |

### Konstrukteurswertung
| Pos. | Konstrukteur       | Punkte  |
| ---- | ------------------ | ------- |
| 01   | Cooper-Climax      | 48 (54) |
| 02   | Lotus              | 28 (29) |
| 03   | Ferrari            | 26 (27) |
| 04   | B.R.M.             | 6       |
| 05   | Cooper-Maserati    | 3       |
| 06   | Cooper-Castellotti | 3       |

| Pos. | Konstrukteur  | Punkte |
| ---- | ------------- | ------ |
| 07   | Porsche       | 1      |
| 08   | JBW-Maserati  | 0      |
| 09   | Behra-Porsche | 0      |
| –    | Maserati      | 0      |
| –    | Scarab        | 0      |
| –    | Vanwall       | 0      |